# آستن چمبرلین
آستن چمبرلین (۱۶ اکتبر ۱۸۶۳–۱۷ مارس ۱۹۳۷) سیاستمدار اهل بریتانیا، برنده جایزه صلح نوبل و برادر ناتنی نویل چمبرلن، نخستوزیر بریتانیا، بود.
او در سال ۱۹۱۲همراه با حزب اتحاد لیبرال و محافظه کاران ادغام شدند، و رهبری محافظه کاران در میان عموم مردم در سال‌های ۱۹۲۱ و ۲۲ به دست گرفتند.

به عنوان وزیر امور خارجه، او در مورد پیمان لوکارنو (۱۹۲۵)، با هدف جلوگیری از جنگ بین فرانسه و آلمان، که به همین خاطر او جایزه صلح نوبل را دریافت کرد، مذاکره کرد. او یکی از معدود نمایندگان مجلس بود که حامی وینستون چرچیل بود که خواستار تجدید نظر در برابر تهدید آلمان در دهه ۱۹۳۰ بود.